# Сандык
Сандык (кирг. Сандык кырка тоосу) — горный хребет во Внутреннем Тянь-Шане (Кыргызстан), простирающийся к востоку от Джумгальского хребта.
Хребет вытянут в широтном направлении. Длина 50 км, ширина 12 км. Средняя высота 3570 м, наибольшая высота 3947 м. Возвышается над долинами на 800—1000 м. Гребни гор сглажены, мало остроконечных вершин. Понижаясь с запада на восток, в Кочкорской долине переходит в адыры (Акучук, Айгыржал). Северный склон крутой и короткий, расчленен маленькими ущельями. На западе северных склонов между реками Кумбель и Жалпакташ лежит долина Сандык.
На отдельных участках встречаются небольшие ледники и многолетний снег. С Сандыка берут начало реки Кызарт, Сёок (притоки р. Кочкор), Тюгёл-Сай, Кызарт (притоки р. Джумгал). На юго-западе хребта на высоте 3307 м над уровнем моря расположено маленькое озеро Сары-Кёль, из которого вытекает река Корумду (приток р. Тюгёл-Сай).
Юго-западная часть хребта сложена из нижнеордовикского гранита и гранодиорита, центральная — пермской сиенитовой магматической породы, восточная — ордовикского серо-зеленого сланца, порфирита, туфа, известняковых пород. Долина Сандык образовалась в результате движения ледников в древности.
На северных склонах — лугостепи и луга (до 3000 м), на южных — сухостепи (до 2700 м), степи и кустарниковые лугостепи (2700—2900 м). Субальпийские и альпийские степи, луга, нивально-гляциальный пояс (выше 3000 м).
Перевалы Ок-Торкой, Кумбель, Сандык являются удобными для перегона скота. Летнее пастбище (джайляу).

## Полезные ископаемые
Имеются месторождения алюминия и нефелиновых сиенитов.